# 2-Propylphenol
2-Propylphenol ist eine chemische Verbindung, die zu den Alkylphenolen gehört.

## Derivate
Durch Methylierung mit Dimethylsulfat bildet sich der Methylether, der auch unter dem Trivialnamen 2-Propylanisol bekannt ist. Sein Siedepunkt liegt bei 207–209 °C (757,7 mmHg), seine Dichte beträgt 0,96944 g/ml.
Der Ethylether (o-n-Propylphenetol) siedet bei 213 °C (754 mmHg) bzw. bei 99–100 °C (16 mmHg). Seine Dichte beträgt bei 26 °C 0,92396 g/ml, sein Brechungsindex bei 26 °C 1,494.
Das Propionat siedet bei 245 °C.
Der Schmelzpunkt des Phenylurethans, das für den analytischen Nachweis leicht hergestellt werden kann, liegt bei 111 °C.

## Verwendung
In der EU ist 2-Propylphenol als Aromastoff unter der FL-Nummer 04.046 zugelassen.

## Externe Links zu erwähnten Verbindungen
1. ↑  Externe Identifikatoren von bzw. Datenbank-Links zu 2-Propylanisol:  CAS-Nr.: 13629-73-7, PubChem: 12523792, Wikidata: Q82353582.
2. ↑  Externe Identifikatoren von bzw. Datenbank-Links zu o-n-Propylphenetol:  CAS-Nr.: 101144-90-5, PubChem: 12406281, Wikidata: Q131314163.